# Авл Вітеллій
Авл Віте́ллій (лат. Aulus Vitellius; ? — 32) — державний діяч часів ранньої Римської імперії, консул-суффект 32 року.

## Життєпис
Походив зі стану вершників Вітелліїв. Син Публія Вітеллія, квестора і прокуратора. Брат консула Луція Вітеллія та дядько імператора Вітеллія. Народився в Нуцерії Алфарені. Втім замолоду разом з батьком перебрався до Риму. Тут за час імператора Тиберія увійшов до сенату.
У 32 році став консулом-суффектом разом з Гнеєм Доміцієм Агенобарбом. Уславився не справами, а святами і виставами, що влаштовував, а також своїми пишними і сумнозвісними (згідно зі Светонієм) бенкетами. Помер під час своєї каденції.